# Selecção Interna Portuguesa para a Eurovisão 1988
O I Selecção Interna para o Eurofestival 1988 foi a primeira Selecção Interna Portuguesa para a Eurovisão e teve lugar no dia 7 de Março de 1988 nos estúdios da RTP de Lisboa.
No dia 5 de Março de 1988 no Casino Peninsular da Figueira da Foz realizou-se o Prémio Nacional de Música que tinha como objectivo principal escolher uma canção para participar no Festival RTP da Canção desse ano. As outras canções pertenceriam a compositores convidados pela RTP.
Os apresentadores foram Ana Paula Reis, Valentina Torres, António Sequeira (Selecção Interna) e Ana do Carmo (Prémio Nacional de Música).

## Festival
Em 1988 a RTP não organizou o tradicional Festival da Canção.
Invés disso, a estação pública de televisão pediu a cinco compositores consagrados que apresentassem uma canção cada um, temas estes que juntamente com canção vencedora do Prémio Nacional da Música iriam disputar a vitória.
Os cinco compositores convidados foram José Calvário, José Cid, Luís Duarte, Luís Pedro Fonseca e Pedro Osório.
Os cantores que deram voz aos cinco temas saídos da criação dos referidos compositores foram, respetivamente, Dora, José Gonçalo, Luís Duarte, Tó Leal e Glória.
Dora tinha assim duas canções nesta Seleção Interna, uma por via do Prémio Nacional da Música e outro pelo convite de José Calvário.
A apresentação das canções teve lugar no dia 7 de março nos estúdios da RTP, em Lisboa. No entanto, o resultado da votação só foi conhecido no dia 12. Todos os artistas presentes na eleição foram convidados diretamente pela RTP, menos um: no dia 5 de março, o Casino Peninsular da Figueira da Foz recebeu o Prémio Nacional de Música, que tinha como objetivo principal escolher uma outra canção para participar no festival da RTP.
Os apresentadores foram Ana Paula Reis, Valentina Torres, António Sequeira (Selecção Interna) e Ana do Carmo (Prémio Nacional de Música).
Esta aposta no Prémio Nacional de Música foi uma decisão pensada pela RTP, face às críticas que esta recebera nos últimos anos relativamente ao Festival da Canção. Este concurso recebeu 200 originais, mas apenas oito foram escolhidos para participar (a escolha das músicas prendeu-se mais com nível de espetáculo que elas poderiam oferecer e não com sua qualidade musical). A ideia desta competição surgiu graças a José Calvário e quem criou e montou o espetáculo foi o famoso arquiteto Tomás Taveira. Os três primeiros lugares poderiam ser lançados em LP’s. 
Na lista de concorrentes do Festival da Figueira da Foz estavam nomes como Nucha, Dora, António Antunes (o futuro Tony Carreira), Tó Leal e Gabriela Schaaf. No grupo dos compositores surgiam os conhecidos Luís Jardim, Zé da Ponte, Guilherme Inês e Luís Oliveira. Este evento contou com a presença de Johnny Logan, o vencedor do Festival Eurovisão da Canção do ano anterior.
A grande vencedora foi mesmo Dora, que defendeu o tema "Déja vù". Não foi um triunfo surpreendente, segundo a imprensa. No que diz respeito a críticas, todas as publicações admitiram que o Prémio Nacional de Música teve muita qualidade e que "Déjà vu" esteve ao nível das outras músicas a concurso. A RTP enviou os seus melhores técnicos à Figueira da Foz e a comunicação social apoiou imenso o projeto. 
Os seis temas foram alvo de uma gravação em estúdio. Estas canções foram levadas ao conhecimento do grande público, mais tarde, a 14 de maio, após tomada a decisão final, através do programa "Deixem passar a música" que teve apresentação de Ana Paula Reis, Valentina Torres e de António Sequeira.
O processo de escolha da canção vencedora foi feito internamente, não sendo do conhecimento público a posição de cada tema.
Apenas foi divulgada a informação que tinha sido escolhida a canção "Voltarei" da autoria de José Niza e José Calvário e interpretada por Dora, como a vencedora.
Esta revelação foi feita no serviço noticioso 24 Horas da RTP.

### Prémio Nacional da Música
| #  | Artista                | Canção                 | Letra (l) / Música (m)                              |
| -- | ---------------------- | ---------------------- | --------------------------------------------------- |
| 1º | Nucha                  | "Se calhar"            | Luís Filipe (m), Amadeu Dinis da Fonseca (l)        |
| 2º | Tó Leal                | "Por te querer assim"  | Luís Pedro da Fonseca (m & l)                       |
| 3º | Ana Cristina           | "Tarde demais"         | Simon Wadsworth (m), Fausto Ferreira (l)            |
| 4º | António Severino       | "O teu cheiro"         | António Guerreiro (m & l)                           |
| 5º | Ana e Suas Irmãs       | "Nono andar"           | Nuno Rodrigues (m & l)                              |
| 6º | Dora                   | "Déjà vu"              | Zé da Ponte, Guilherme Inês e Luís Oliveira (m & l) |
| 7º | António Antunes        | "Uma noite a teu lado" | António Antunes (m & l)                             |
| 8º | Midus e Banda Amazónia | "Amazónia"             | Luís Jardim (m), Midús (l)                          |

### Selecção interna
| #  | Artista      | Canção                        | Letra (l) / Música (m)                              |
| -- | ------------ | ----------------------------- | --------------------------------------------------- |
| 1º | Glória       | "Até perder a voz"            | Pedro Osório (m & l)                                |
| 2º | Luís Duarte  | "Quando a noite se faz certa" | Nuno Nazareth Fernandes (m & l)                     |
| 3º | Tó Leal      | "Encontro imediato"           | Luís Pedro da Fonseca (m & l)                       |
| 4º | Dora         | "Déjà vu"                     | Zé da Ponte, Guilherme Inês e Luís Oliveira (m & l) |
| 5º | José Gonçalo | "Cai neve em Nova Iorque"     | José Cid (m & l)                                    |
| 6º | Dora         | "Voltarei"                    | José Calvário (m), José Niza (l)                    |